# Яремчанская городская община
Яремчанская городская общи́на (укр. Яремчанська міська громада) — территориальная община в Надворнянском районе Ивано-Франковской области Украины.
Административный центр — город Яремче.
Население составляет 13674 человека. Площадь — 270,8 км².

## Населённые пункты
В состав общины входят 1 город (Яремче) и 1 село (Микуличин).